# Nobody Knows (Pink)
Nobody Knows è il quarto singolo estratto da I'm Not Dead, quarto album di Pink del 2006.

## Video musicale
Il video per Nobody Knows fu girato a Londra dal regista Jake Nava. La prima sequenza vede Pink in una camera d'albergo affacciata alla finestra, ed in seguito davanti al suo portatile. Durante il video la si vede creare confusione nella stanza gettando tutto per aria, ed in seguito sdraiata in posizione fetale nella doccia. Altre scene la vedono camminare lungo una strada. Il video termina con Pink, in una sala vuota, che finge di eseguire una vera esibizione.

## Tracce
1. Nobody Knows
2. Words

## Classifiche
| Classifica (2006/07)          | Posizione massima |
| ----------------------------- | ----------------- |
| Australian ARIA Singles Chart | 27                |
| Dutch Top 40                  | 38                |
| Eurochart Hot 100 Singles     | 74                |
| France Singles Chart          | 39                |
| Germany Singles Chart         | 17                |
| Irish Singles Chart           | 27                |
| Italian Singles Chart         | 14                |
| Polish Singles Chart          | 18                |
| Portugal Singles Chart        | 4                 |
| Russia Singles Chart          | 6                 |
| Swiss Singles Chart           | 17                |
| UK Official Singles Chart     | 27                |